# Макшеев, Алексей Иванович
Алексе́й Ива́нович Макше́ев (1822—1892) — русский генерал, профессор Николаевской академии Генерального штаба

## Начало службы
Алексей Иванович Макшеев родился 12 мая 1822 г. в дворянской семье в деревне Гряда Устюженского уезда Новгородской губернии (ныне Вологодской области). Воспитание получил сначала в Новгородском графа Аракчеева корпусе, а затем в Дворянском полку; 18 августа 1842 года произведён в прапорщики и направлен на службу в Лейб-гвардии Литовский полк. Спустя два года поступил в Императорскую военную академию. По окончании курса в академии А. И. Макшеев просил об определении его на службу на дальние восточные окраины Империи, был командирован в Отдельный Оренбургский корпус, куда и прибыл в декабре 1847 года.

## ВОренбурге
В январе 1848 года был произведён в поручики; спустя 2 месяца был переведён в Генеральный штаб и получил чин штабс-капитана. В том же году, по распоряжению командира Отдельного Оренбургского корпуса В. А. Обручева, штабс-капитан Макшеев был командирован в Киргизскую степь, причем в одну из экспедиций, на пути следования в Раимское укрепление, по поручению Бларамберга избрал пункт для возведения промежуточного поста между Аральским и Раимским укреплениями; в июле того же года он был отправлен на шхуне «Константин» с лейтенантом Бутаковым в Аральское море для описания берегов и за отличное исполнение этого поручения награждён орденом св. Анны 3-й степени.
По возвращении в Оренбург штабс-капитан Макшеев был назначен старшим адъютантом Оренбургского корпуса по части генерального штаба, а в 1850 году был командирован в Пермскую губернию для составления статистического её описания. Посвятив более полугода на собрание необходимых сведений, Алексей Иванович после возвращения в 1851 году в Оренбург, был командирован для осмотра степных укреплений, причём ему было поручено обозреть в окрестностях Аральского укрепления, на урочище Казалы, место для возведения там предполагаемого форта. 
В 1852 году Алексей Иванович был произведен в капитаны, а в апреле следующего года по распоряжению командира Отдельного Оренбургского корпуса командирован в распоряжение атамана Оренбургского казачьего войска Подурова, назначенного начальником передового отряда, направленного для очищения от кокандских укреплений низовьев Сырдарьи. 4 мая 1853 года отряд выступил из Орской крепости в Киргизскую степь, 3 июля прибыл под Ак-Мечеть и начал обложение этой крепости. По прибытии главных сил Оренбургского отряда под командованием генерала Перовского и начала полноценной осады, 21 июля капитан Макшеев, с личным конвоем генерал-майора Подурова, был послан для взятия и разорения кокандской крепости Джулек. Исполнив поручение, он 26 июля возвратился к Ак-Мечети и 28-го участвовал в общем штурме этой крепости, за что и награждён орденом св. Анны 2-й степени с Императорской короной. По взятии Ак-Мечети, Алексей Иванович был временно оставлен в занятом крае и руководил производившимися там рекогносцировками, выбором мест для наблюдательных постов в окрестностях Ак-Мечети и приведением в оборонительное положение бывшего кокандского укрепления Кумыш-Кургана.

## Крымская война
По окончании возложенного на него поручения, капитан Макшеев, в октябре 1853 года, возвратился в Оренбург и в ноябре был назначен на службу в штаб командующего войсками 3, 4 и 5-го пехотных корпусов князя Горчакова, находившегося тогда в Бухаресте. Прибыв к месту назначения в феврале 1854 года, Алексей Иванович находился при осаде крепости Силистрии, во время которой участвовал в рекогносцировках. В ночь с 16 на 17 мая, под сильным неприятельским огнём, находился в траншеях на правом фланге передовой цепи и прикрывал траншейные работы, а 28 мая участвовал в наступательном движении к крепости Силистрии, произведенным под начальством генерал-фельдмаршала графа Паскевича-Эриванского. За боевые отличия, оказанные им во всех этих делах, капитан Макшеев награждён орденом св. Владимира 4-й степени с бантом.

## В академии Генерального штаба
В ноябре 1854 года Алексей Иванович подал рапорт Милютину с просьбой о назначении его по военно-учебной части или при Академии, чтобы иметь возможность разработать собранный им за шестилетнюю службу в Оренбурге материал. По Высочайшему повелению, в начале 1855 г. Макшеев был прикомандирован к Императорской военной академии в должность адъюнкт-профессора по военной статистике. В том же году он был избран в действительные члены Географического Общества. В апреле 1856 года произведён в подполковники. В 1857 году он был командирован, по Высочайшему повелению, за границу на год, для собрания сведений по военным наукам и военной организации и для изучения военной статистики. При этом ему было указано, сверх главнейших государств Европы (Англии, Франции, Австрии и Пруссии), посетить Бельгию, Швейцарию, Испанию, Алжир, Египет, Сирию и Турцию. По возвращении из командировки, Алексей Иванович, в августе 1859 года, произведён в полковники, в декабре 1860 года утверждён профессором военной статистики, а в ноябре 1864 года назначен членом совещательного комитета Главного управления Генерального штаба. В марте 1866 г. Алексей Иванович был произведён в генерал-майоры.

## Поездка в Туркестан
В июне 1867 г., по Высочайшему повелению, командирован в Туркестанскую область для изучения края в стратегическом и статистическом отношениях. 18 июля он отправился из Орска по Сырдарьинской линии в Киргизскую степь и Туркестанский край. Проехав через форт Перовский, Чимкент, Верный и Семипалатинск на Сибирскую линию, он в декабре 1867 г. возвратился в Петербург.
Во время командировки исследовал курган Коктонды, место захоронения древнего хана канлы.

## Работа в Академии
В марте 1871 г. Алексей Иванович был утвержден в звании заслуженного профессора и в следующем 1872 г. принимал деятельное участие в занятиях международного статистического конгресса.
В русско-турецкую войну 1877—1878 гг. император Александр II, обратив особое внимание на отличную службу офицеров генерального штаба во время военных действий и видя в этом результаты плодотворной деятельности Николаевской академии Генерального штаба, соизволил объявить Макшееву, вместе с прочими членами конференции академии, Монаршее благоволение.
В августе 1879 г. Алексей Иванович был произведен в генерал-лейтенанты, а в апреле 1880 г. назначен почетным членом конференции Николаевской академии Генерального штаба, с оставлением членом Военно-ученого комитета Главного штаба.
Алексей Иванович Макшеев скончался 2 апреля 1892 г. Похоронен на кладбище в селе Ильинском (в 3 км от дер. Гряда). 

## Оценка деятельности
Почти все сочинения Макшеева посвящены Средней Азии. Его близкое знакомство с широкой ареной Азии внушило ему мысль о неправильной у нас постановке военной истории. Вот что писал он начальнику Академии (в 1858 г.) во время своего путешествия за границу, где подготовлялся к занятию кафедры военной статистики по занимавшим его предметам:

«Мне кажется, это один из главных недостатков нашей Академии заключается в том, что она целиком берет военную науку с запада и не обращает достаточно внимания на особенности собственно русского исторического опыта и призвания. Академия много толкует напр. о Тюреннах, Монтекукулях и проч. и, если не ошибаюсь, ни слова не говорит о Чингиз-Хане, Тамерлане, Надир-шахе и пр. и особенно о Ермаке, в то время, когда мы давно не воюем по примеру Монтекукули, часто имеем дело с азиатскими полчищами и постоянно продолжаем дело Ермака. Говорят, что в действиях азиатских полководцев и наших казаков-героев, завоевавших Сибирь, нет военного искусства, нет науки. Да, в смысле немецкой систематичности и догматической непогрешимости, стоившей нам так много в последнюю войну (в 1855 г.) — её нет действительно, но есть наука живая, практическая, чувствуемая в Азии, кому удавалось принимать участие в нашем движении на восток».

Мысль о Средней Азии не покидала Алексея Ивановича и во время его путешествия; о ней он думал, когда предпринимал поездки в Алжир и Египет. В одном из писем к начальнику Академии он высказал, по поводу этих поездок, свой взгляд на роль России в Азии:

«Как ни далеки Алжирия и Египет от нашего отечества, но изучение современного состояния этих стран и мест имеет для нас во многих отношениях практический интерес. Россия поставлена географическим положением между Европой и Азией, между миром образованным и невежественным. Заимствуя семена цивилизации с запада, она разносит их далеко на восток. Может быть, в этом и заключается главное историческое назначение нашего отечества. Как бы то ни было, но на западе наши отношения территориальные, экономические и политические все более и более устанавливаются, тогда как на востоке остается ещё широкое поприще для самой разнообразной деятельности. Со времен Иоанна IV и даже ранее мы неустанно стремимся к востоку и хотя достигли уже в этом отношении громадно-широких результатов, но далеко не имеем ещё права сказать, что дело наше кончено и дальнейшее стремление прекратилось. Нет, оно не могло прекратиться, потому что оно есть следствие не столько политических расчетов, сколько потребностей самого народа. Разбор исторического хода постепенного движения нашего в Азии, начиная от Ермака до заведения укреплений в Киргизской степи и на Амуре, вполне подтверждает эту мысль. Если, кроме этого, примем в соображение, что параллельно нашему движению в Азии с севера на юг, совершается англичанами такое же движение с юга на север, то убедимся, что вопрос о нашем стремлении на восток в настоящее время никак нельзя считать окончательно решенным, и потому изучение всего, что может клониться к его разъяснению, должно быть для нас близко. Мне удалось познакомиться с этим вопросом практически, во время 6-летнего служения в Оренбурге и частого пребывания в Киргизской степи в то время, когда там только что началась заводиться русская оседлость, строились первые укрепления и делались попытки земледельческих поселений. Мне бы хотелось теперь дополнить свои наблюдения сравнением. В Алжирии я бы желал посмотреть поближе на природу африканских гор и степей, на быт и характер кабилов и кочующих арабов, на отношения к ним французов, на систему администрации, на успехи колонизации и т. п., а в Египте на долину р. Нила, имеющую много общего с долинами рек Сыр- и Аму-Дарьи, на систему ирригационного земледелия, на свойства степей, находящихся вне долины Нила и особенно около Суэцкого перешейка, на отношения европейцев к стране и проч.».

Эти слова показывают нам историка с глубоким взглядом на изучаемую им страну. Культуртрегерство России в Азии — вот основная идея всей деятельности Макшеева. Ею он был проникнут и в своих путешествиях, и в кабинетных трудах, которыми он занимался почти до самой смерти. Многолетнее изучение Туркестана он положил в своё серьёзное исследование «Исторический очерк Туркестана и наступательного движения в него русских». Он собрал довольно большую библиотеку по истории и географии занимавшего его края.
Как знаток среднеазиатских окраин и много трудившийся над изучением Востока, Алексей Иванович оставил несколько весьма ценных литературных трудов, помещавшихся в своё время в «Военном Сборнике», «Русском Инвалиде», «Морском Сборнике», «Вестнике Географического Общества» и др., а также издаваемых им в виде отдельных книг и брошюр.

## Сочинения

### Статьи
- Описание низовьев Сыр-Дарьи. // «Морской Сборник», 1856 г. т. XXIII, № 9
- Степные походы. // «Русский Инвалид», 1856 г. № 19 и 20.
- Показание сибирских казаков Милюшина и Батарышкина, бывших в плену у кокандцев с 1849 по 1852 г. // «Вестник Русского Географического Общества», 1856 г., кн. IV.
- О военной статистике в России. // «Вестник Русского Географического Общества», 1858 г. № 9.
- Заметки о современном Египте, по поводу сочинения: L’Egypte contemporaine, par Paul Merruau // «Вестник Русского Географического Общества», 1860 г. № 2.
- Очерк современного состояния Алжирии. // «Вестник Русского Географического Общества», 1860 г., № 3.
- Остатки старинного города на Сыр-Дарье. // «Санкт-Петербургские Ведомости», 1867 г., № 60
- Ещё несколько слов о развалинах Джаны-кента. // «Русский Инвалид», 1867 г., № 87.
- Поход в пустыню Гаркур. (Перевод с французского). // «Военный Сборник», 1869 г., № 6.
- Описание Аральского моря. // «Записки Географического Общества», 1851 г., кн. V.
- Оренбургский край. // «Военный энциклопедический лексикон», 2-е изд., т. IX. СПб., 1855.
- О рыбоводстве на озере Великом, Боровичского уезда. // Памятная книжка Новгородской губернии на 1864 г.
- Географические, этнографические и статистические материалы о Туркестанском крае, с картою. // «Записки Географического Общества», т. II, 1871 г.
- Из дневника русского путешественника по Алжирии. // «Всемирный Путешественник». СПб., 1869 г.
- Хивинская экспедиция, 1839 г. // «Русская старина», 1873 г.
- Несколько дополнений к биографии Якуб-Бека. // А. Н. Куропаткин. Кашгария. СПб., 1879
- Рекогносцировка истока Яны-Дарьи в 1853 г. / А. В. Каульбарс. Низовья Аму-Дарьи. // «3аписки Географического Общества», т. IX, 1881 г.

### Книги
- Сборник сочинений офицеров Николаевской академии генерального штаба, под редакцией полковника Макшеева.
- Военно-статистическое обозрение Российской Империи. — СПб., 1867
- Географические сведения книги Большого чертежа о киргизских степях и Туркестанском крае. — СПб., 1879 г.
- Исторический обзор Туркестана и наступательного движения в него русских. — СПб., 1890
- Военно-статистическое обозрение Пермской губернии. — СПб, 1852.
- Доклад на 8-й сессии международного конгресса, бывшей в Санкт-Петербурге в 1872 г. — СПб., 1872 (совместно с П. П. Семеновым-Тян-Шанским)
- Карта Джунгарии составленная шведом Ренатом во время его плена у калмыков с 1716 по 1733 год. — СПб. 1881
- Путешествия по Киргизским степям и Туркестанскому краю. — СПб., 1896
- Список ученых и литературных трудов профессоров академии генерального штаба и офицеров, получивших в ней образование. По поводу 50-летнего юбилея академии. — СПб., 1882